# Synagogue de Caen
La synagogue de Caen est située au 46 Avenue de la Libération, à Caen, dans le Calvados en Normandie. Le président de l'Association cultuelle israélite de Caen (ACI), qui régit le lieu, est Nassim Levy. 

## Historique

### Création
Avant la construction de cette synagogue, les juifs de l'agglomération caennaise pratiquaient leur culte dans différents lieux, notamment des salles municipales ou encore le musée Langlois. Avec l'arrivée des pieds-noirs après l'indépendance de l'Algérie, la communauté juive, déjà composée d'ashkénazes, grandit et la nécessité de la construction d'un lieu de culte dédié se fait ressentir. 
Le lieu choisi pour l'érection de la synagogue est un ancien garage détenu par un homme juif déporté durant la Seconde Guerre mondiale. La construction a été financée à 75% par l'American Jewish Joint Distribution Committee pour un coût de 20 millions de francs de l'époque[Quand ?]. L'architecte était Guy Morizet. La première pierre est posée le 30 avril 1964 et les travaux durent un mois. La synagogue est inaugurée le 23 mai 1966 en présence du grand-rabbin de France, Jacob Kaplan. 

### Depuis les années 2000
En 2006, des tracts antisémites particulièrement violents sont déposées à l'entrée de la synagogue. Ils font référence à la Shoah.
En 2020, la communauté est composée d'environ 150 familles.[réf. nécessaire]
En 2020, la synagogue fait l'objet d'un important réaménagement.